# Lijst van nummer 1-hits in de Vlaamse top 10 in 2019
Deze hits stonden in 2019 op nummer 1 in de Vlaamse top 50 van Ultratop.
| Datum        | Artiest                                         | Titel               |
| ------------ | ----------------------------------------------- | ------------------- |
| 5 januari    | Tourist LeMC & Raymond van het Groenewoud       | Spiegel             |
| 12 januari   | Tourist LeMC & Raymond van het Groenewoud       | Spiegel             |
| 19 januari   | Tourist LeMC & Raymond van het Groenewoud       | Spiegel             |
| 26 januari   | Tourist LeMC & Raymond van het Groenewoud       | Spiegel             |
| 2 februari   | Tourist LeMC & Raymond van het Groenewoud       | Spiegel             |
| 9 februari   | Bazart & Eefje de Visser                        | Onder ons           |
| 16 februari  | Tourist LeMC & Raymond van het Groenewoud       | Spiegel             |
| 23 februari  | Bazart & Eefje de Visser                        | Onder ons           |
| 2 maart      | Bazart & Eefje de Visser                        | Onder ons           |
| 9 maart      | De Grote Peter Van de Veire Ochtendshow         | Dans dj dans!       |
| 16 maart     | Bazart & Eefje de Visser                        | Onder ons           |
| 23 maart     | Bazart & Eefje de Visser                        | Onder ons           |
| 30 maart     | Bazart & Eefje de Visser                        | Onder ons           |
| 6 april      | Slongs & Raymond van het Groenewoud             | Wat je doet met mij |
| 13 april     | BLØF & Geike Arnaert                            | Zoutelande          |
| 20 april     | Niels Destadsbader, Paul Michiels & Sam Bettens | Door jou            |
| 27 april     | BLØF & Geike Arnaert                            | Zoutelande          |
| 4 mei        | Tourist LeMC & Alice on the Roof                | Oprechte leugens    |
| 11 mei       | Tourist LeMC & Alice on the Roof                | Oprechte leugens    |
| 18 mei       | Niels Destadsbader                              | Mee naar boven      |
| 25 mei       | Niels Destadsbader                              | Mee naar boven      |
| 1 juni       | Niels Destadsbader                              | Mee naar boven      |
| 8 juni       | Niels Destadsbader                              | Mee naar boven      |
| 15 juni      | Niels Destadsbader                              | Mee naar boven      |
| 22 juni      | Niels Destadsbader                              | Mee naar boven      |
| 29 juni      | Niels Destadsbader                              | Mee naar boven      |
| 6 juli       | Niels Destadsbader                              | Mee naar boven      |
| 13 juli      | Niels Destadsbader                              | Mee naar boven      |
| 20 juli      | Niels Destadsbader                              | Mee naar boven      |
| 27 juli      | Niels Destadsbader                              | Mee naar boven      |
| 3 augustus   | Niels Destadsbader                              | Mee naar boven      |
| 10 augustus  | Niels Destadsbader                              | Mee naar boven      |
| 17 augustus  | Niels Destadsbader                              | Mee naar boven      |
| 24 augustus  | Niels Destadsbader                              | Mee naar boven      |
| 31 augustus  | Niels Destadsbader                              | Mee naar boven      |
| 7 september  | Niels Destadsbader                              | Mee naar boven      |
| 14 september | Clouseau                                        | Tijdmachine         |
| 21 september | Clouseau                                        | Tijdmachine         |
| 28 september | Clouseau                                        | Tijdmachine         |
| 5 oktober    | Niels Destadsbader                              | Annelies            |
| 12 oktober   | Tourist LeMC                                    | Ubuntu              |
| 19 oktober   | Gert Verhulst, Jan Smit & James Cooke           | Altijd              |
| 26 oktober   | Niels Destadsbader                              | Annelies            |
| 2 november   | Tourist LeMC                                    | Ubuntu              |
| 9 november   | Tourist LeMC                                    | Ubuntu              |
| 16 november  | Tourist LeMC                                    | Ubuntu              |
| 23 november  | Tourist LeMC                                    | Ubuntu              |
| 30 november  | Bazart                                          | Maanlicht           |
| 7 december   | Bazart                                          | Maanlicht           |
| 14 december  | Bazart                                          | Maanlicht           |
| 21 december  | Bazart                                          | Maanlicht           |
| 28 december  | Bazart                                          | Maanlicht           |

Lijsten van nummer 1-hits in de Radio 2 Top 30

1970 ·
1971 ·
1972 ·
1973 ·
1974 ·
1975 ·
1976 ·
1977 ·
1978 ·
1979 ·
1980 ·
1981 ·
1982 ·
1983 ·
1984 ·
1985 ·
1986 ·
1987 ·
1988 ·
1989 ·
1990 ·
1991 ·
1992 ·
1993 ·
1994 ·
1995 ·
1996 ·
1997 ·
1998 ·
1999 ·
2000 ·
2001 ·
2002 ·
2003 ·
2004 ·
2005 ·
2006 ·
2007 ·
2008 ·
2009 ·
2010 ·
2011 ·
2012 ·
2013 ·
2014 ·
2015 ·
2016 ·
2017 ·
2018 ·
2019 ·
2020 ·
2021 ·
2022 ·
2023 ·
2024 ·
2025
Lijsten van nummer 1-hits in de Ultratop 50 

1995 ·
1996 ·
1997 ·
1998 ·
1999 ·
2000 ·
2001 ·
2002 ·
2003 ·
2004 ·
2005 ·
2006 ·
2007 ·
2008 ·
2009 ·
2010 ·
2011 ·
2012 ·
2013 ·
2014 ·
2015 ·
2016 ·
2017 ·
2018 ·
2019 ·
2020 ·
2021 ·
2022 ·
2023 ·
2024 ·
2025
Lijsten van nummer 1-hits in de Vlaamse top 50

2001 ·
2002 ·
2003 ·
2004 ·
2005 ·
2006 ·
2007 ·
2008 ·
2009 ·
2010 ·
2011 ·
2012 ·
2013 ·
2014 ·
2015 ·
2016 ·
2017 ·
2018 ·
2019 ·
2020 ·
2021 ·
2022 ·
2023 ·
2024 ·
2025
- Nederland (Top 40)
- Nederland (Single Top 100)
- Nederland (538 Top 50)
- Nederland (3FM Mega Top 50)
- Nederland (Outlaw 41)
- Nederland (Graadmeter)
- Vlaanderen (Radio 2 Top 30)
- Vlaanderen (Ultratop 50)
- Vlaanderen (Top 30 van Ultratop)
- Wallonië
- Australië
- Canada
- Denemarken
- Duitsland
- Frankrijk
- Ierland
- Nieuw-Zeeland
- Noorwegen
- Oostenrijk
- Polen
- Schotland
- Verenigd Koninkrijk
- Verenigde Staten (Hot 100)
- Zweden
- Zwitserland